# س. إف. دبليو. والثر
س. إف. دبليو. والثر (بالإنجليزية: C. F. W. Walther)‏ هو عالم عقيدة وكاتب وأستاذ جامعي أمريكي، ولد في 25 أكتوبر 1811 في Callenberg ‏ في ألمانيا، وتوفي في 7 مايو 1887 في سانت لويس في الولايات المتحدة.

## وصلات خارجية
- س. إف. دبليو. والثر على موقع الموسوعة البريطانية (الإنجليزية)